# Jean Fréchaut
Jean Fréchaut (19 september 1914 - 16 april 2012) was een Frans wielrenner.

## Levensloop en carrière
Fréchaut was professioneel wielrenner van 1937 tot 1946. Omdat zijn carrière bijna geheel samenviel met de Tweede Wereldoorlog kende hij enkel tussen 1937 en 1939 succes. In de Ronde van Frankrijk 1938 won hij 3 ritten.

## Resultaten in voornaamste wedstrijden
| Jaar | Ronde van Italië | Ronde van Frankrijk | Ronde van Spanje |
| ---- | ---------------- | ------------------- | ---------------- |
| 1937 |                  | 10e                 |                  |
| 1938 |                  | 18e (3)             |                  |
| 1939 |                  | opgave              |                  |